# Голуб Юрій Іванович (шляхтич)

Герб Сирокомля

Ю́рій Іванович Го́луб з Морозовичів — український шляхтич із роду Голубів гербу «Сирокомля». Одружений з Магдаленою Бутович із стародавнього українського православного князівського роду Бутовичів. Власник Брусилова.
Один з підписантів документу про створення Києво-Могилянської академії. Ротмістр (? — 1629 — ?), а потім полковник Канівський (1644–1649).
Один із магнатів Київського воєводства. Спільно з рідними братами Самійлом та Данилом тримав м. Ясногородку. 15 квітня 1629 р. отримав королівський привілей на м. Білилівку, а 16 жовтня 1630 р. — на с. Жаболовка (спільно із дружиною Маґдаленою). 25 жовтня 1630 р. с. Кошелево переуступив Андрію Домбровському, чоловіку своєї сестри Регіни. Спільно із дружиною за заповітом Семена Бутовича 5 листопада 1630 р. вступив у володіння м. Новий Брусилів, сс. Морозівкою, Дивином. Заснував кілька сіл.
У часи Хмельниччини боронив українське населення із своїм загоном від нападів татар, звільнював полонених. Потім став на бік королівської влади. Ротмістр, а згодом полковник королівських військ.
За однією з версій загинув у бою з татарами у 1649 р., за іншою жив ще у 1660 рр., посідаючи уряд старости.